# Пресика (Лабин)
Пресика (итал. Fratta) је насељено место у Републици Хрватској у Истарској жупанији. Административно је у саставу града Лабина.

## Становништво
На попису становништва 2011. године, Пресика је имала 578 становника.
Према попису становништва из 2001. године у насеље Пресика имала је 453 становника који су живели у 130 породичних домаћинстава.
Кретање броја становника по пописима 1857—2001.
| година пописа  | 1857. | 1869. | 1880. | 1890. | 1900. | 1910. | 1921. | 1931. | 1948. | 1953. | 1961. | 1971. | 1981. | 1991. | 2001. |
| бр. становника | 0     | 0     | 264   | 293   | 332   | 382   | 0     | 0     | 440   | 393   | 351   | 249   | 236   | 339   | 453   |

Напомена:У 1857, 1869, 1921. и 1931. подаци су садржани у насељу Лабин.

## Попис1991.
На попису становништва 1991. године, насељено место Пресика је имало 339 становника, следећег националног састава:
| Попис 1991.‍  | Попис 1991.‍  | Попис 1991.‍ | Попис 1991.‍ | Попис 1991.‍ |
| ------------ | ------------ | ----------- | ----------- | ----------- |
|              |              |             |             |             |
| Хрвати       | Хрвати       |             | 105         | 30,97%      |
| Муслимани    | Муслимани    |             | 13          | 3,83%       |
| Италијани    | Италијани    |             | 9           | 2,65%       |
| Словенци     | Словенци     |             | 3           | 0,88%       |
| Срби         | Срби         |             | 3           | 0,88%       |
| Југословени  | Југословени  |             | 2           | 0,58%       |
| остали       | остали       |             | 1           | 0,29%       |
| неопредељени | неопредељени |             | 31          | 9,14%       |
| регион. опр. | регион. опр. |             | 160         | 47,19%      |
| непознато    | непознато    |             | 12          | 3,53%       |
| укупно: 339  |              |             |             |             |